# Tillandsia tonalaensis
Tillandsia tonalaensis là một loài thuộc chi Tillandsia. Đây là loài đặc hữu của México.